# Карлюкский район
Карлюкский район — единица административного деления Туркменской ССР, существовавшая с декабря 1925 по апрель 1951 года.
Карлюкский район был образован в декабре 1925 в составе Керкинского округа.
В сентябре 1930 Керкинский округ был упразднён и район перешёл в прямое подчинение Туркменской ССР.
В феврале 1933 Карлюкский район вошёл в состав восстановленного Керкинского округа.
В ноябре 1939, в связи с вводом в Туркменской ССР областного деления, Карлюкский район вошёл в состав Чарджоуской области.
В декабре 1943 Карлюкский район отошёл к новообразованной Керкинской области.
В январе 1947 Керкинская область была упразднена и Карлюкский район вновь вошёл в состав Чарджоуской области.
В 1949 году район делился на 6 сельсоветов: им. Калинина, им. Молотова, им. Сталина, Куйтап, Лейлимкан, Ходжапиль.
В апреле 1951 Карлюкский район был упразднён.